# Ticià Riera i Sala
Ticià Riera i Sala (Lleida, 17 d'abril de 1946) és un musicòleg català.
L'any 1980 fundà l'Acadèmia de Música Pau Casals, més tard Acadèmia de Música Ticià Riera, d'on fou director i professor fins a l'any 1993.
Entre les seves tres publicacions cal destacar la seva obra de pedagogia de la història de la música i la seva didàctica Pedagogía de la història de la música, Clivis Publicacions, 1986 i L'Aixernador edicions, 1995 (edició modificada i molt ampliada) i sobretot la seva obra de divulgació i de consulta Evolució de l'art musical: Història, estils i formes, on, tot fent referència de la música que va des de la prehistòria fins als nostres dies és, actualment, l'única del seu gènere que fa una extensa aportació de tots els principals nacionalismes musicals de l'Estat espanyol: L'Aixernador edicions, 1994; Columna Edicions, S.A., 1997; Ediciones del Bronce, 2000 (primera edició castellana); Columna Edicions, S.A., 2001(tercera edició catalana).

## Publicacions[2]
- Pedagogia de la història de la música (Clivis, 1986)
- Dies als ulls (Columna, 1998)
- Evolució de l'art musical (Columna, 2001)